# Нелаї
Нелаї (рос. Нелаи) — присілок у Лузькому районі Ленінградської області Російської Федерації.
Населення становить 77 осіб. Належить до муніципального утворення Заклинське сільське поселення.

## Історія
Згідно із законом від 28 вересня 2004 року № 65-оз належить до муніципального утворення Заклинське сільське поселення.

## Населення
| 2007 | 2010 |
| ---- | ---- |
| 64   | ↗77  |